# Marguerite-Yerta Méléra
Marguerite-Yerta Méléra (née à Elston dans l'Ohio ou dans le Missouri le 6 décembre 1880 et décédée le 21 décembre 1965 dans le 16e arrondissement de Paris) est une autrice de romans originaire du Jura bernois, et collaboratrice à Je suis partout. Elle est la première femme élue à l'Institut jurassien des sciences, des lettres et des arts (IJSLA).

## Biographie
Marguerite Yertha Juillerat est la fille de Ida Adèle Carnal, cultivatrice et de Paul Émile Juillerat, menuisier puis pasteur baptiste. Elle naît aux États-Unis. Son père étant malade, la famille revient en Europe. Elle passe cinq années dans le pays de Montbéliard puis s'installe à Tramelan où le père est pasteur.
Sa mère se charge de son éducation jusqu'à ce qu'elle intègre l'École secondaire de Tramelan (1891-1895). Elle fréquente ensuite une classe primaire supérieure de Montélimar une année, puis l'École normale des institutrices de Delémont durant trois ans (1896-1899).
Elle effectue différents séjours d'études à l'étranger (États-Unis, Angleterre, Allemagne) avant de partir à Paris où elle rencontre son futur époux César Méléra, officier de marine, orientaliste, écrivain et poète. Celui-ci décède en 1918 sur le front de Lorraine.
Marguerite-Yerta Méléra publie son premier ouvrage en 1916 Les Six Femmes et l'Invasion, dont sa belle-sœur donne immédiatement une traduction. Cette double publication leur offre des postes de rédactrices à Excelsior où Marguerite-Yerta Méléra travaille de 1917 à 1940. En parallèle, elle est rédactrice de Je suis partout (jusqu'en 1939) et collaboratrice de l'Action française. Elle est également collaboratrice occasionnelle ou régulière à de nombreux journaux et revues.
Elle publie plusieurs ouvrages de genres littéraires variés : critiques littéraires, essais, traductions, romans, littérature enfantine, poésie...
Deux de ses romans Le Val aux sept villages et Fortune évoquent le monde horloger et paysan du Jura bernois.

## Œuvres
- Marguerite-Yerta Méléra, Les Six Femmes et l'Invasion : août 1914-février 1916, Paris, Plon, 1917
- Marguerite-Yerta Méléra, Le Val aux sept villages, Genève et Paris, Jeheber, 1946
- Marguerite-Yerta Méléra, Résonances autour de Rimbaud, Paris, Du Myrte, 1946
- Marguerite-Yerta Méléra, Fortune (roman), Boudry, La Baconnière, 1954  — trad. en all.